# Mariakapel (Linne, Nieuwe Markt)

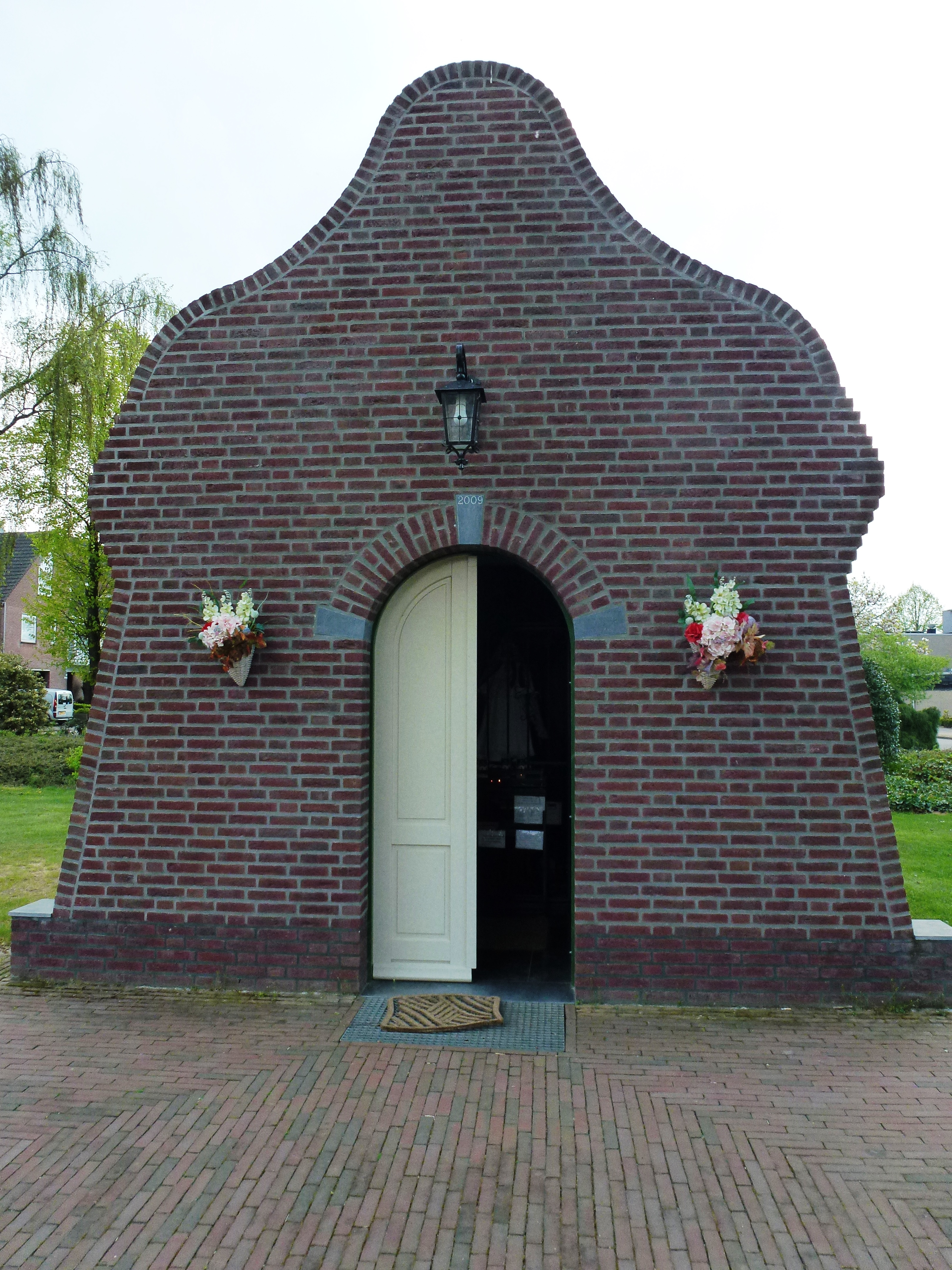
De Mariakapel

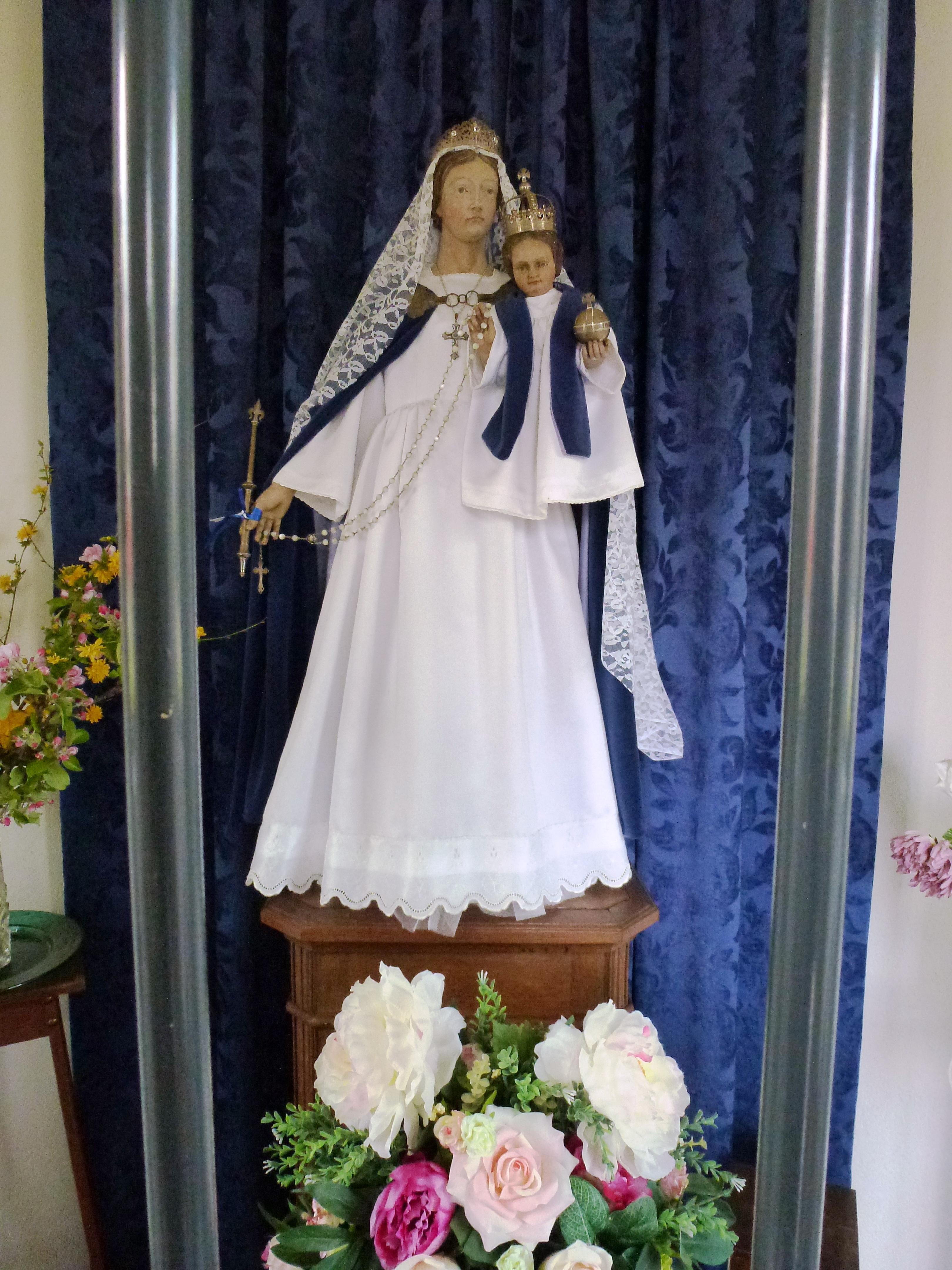
Het Mariabeeld

De Mariakapel, ook bekend als de Kapel Onze-Lieve-Vrouw Koningin van het Huisgezin, is een kapel in het dorp Linne in de Nederlandse gemeente Maasgouw. De kapel staat midden in het dorp aan de Nieuwe Markt.
Op ongeveer 350 meter naar het zuidoosten staat de Mariakapel aan de Breeweg en op ongeveer anderhalve kilometer naar het zuidwesten staat de Mariakapel aan de Maasbrachterweg.
De kapel is gewijd aan Maria, specifiek aan Onze-Lieve-Vrouw Koningin van het Huisgezin.

## Geschiedenis
Sinds de jaren 1960 was de Mariakapel aan de Breeweg niet meer toegankelijk doordat ze zich in de voortuin van een woning bevindt. Kapelaan Roy De Bie wilde in 2007 daarom een nieuwe kapel laten bouwen in de buurt van de oude kapel. De kapelaan overleed en vrijwilligers namen toen het initiatief ter hand om de kapel te bouwen, waarbij architect Theo Smeets een bouwtekening maakte.
In 2009 werd de kapel gebouwd.

## Bouwwerk
De bakstenen kapel heeft een driezijdige koorsluiting en wordt gedekt door een zadeldak met leien. Achterin op de nok van dak staat een ijzeren kruis. In de beide zijgevels is elk een rondboogvenster met glas-in-lood aangebracht dat voorzien is van traliewerk. De frontgevel steekt boven het dak uit en heeft een klokvorm. In de frontgevel bevindt zich de rondboogvormige toegang van de kapel die voorzien is van een dubbele deur. De aanzetstenen en sluitsteen zijn uitgevoerd in een grijze steen, waarbij de sluitsteen het jaartal 2009 draagt.
Van binnen is de kapel wit gestuukt en tegen de achterwand is het altaar geplaatst met ervoor een siersmeedhek. Op het altaar staat een staakmadonna die de gekroonde heilige met op haar linkerarm het gekroonde kindje Jezus.